# シトラスライナー
シトラスライナー は、福山（福山駅前）～因島（因島総合支所前・土生港前）を結ぶ高速バスである。昼行便が1日14往復運行されている。
- 席は全便定員制で予約不要。

## 歴史
- 1997年4月、平山郁夫美術館が開館したのに合わせ、中国バス・本四バス・因の島運輸の3社が福山-瀬戸田を1日6往復で結んだのが起源である。
- 1997年10月7日 シトラスライナーとして運行開始。福山駅-因島（土生港）6往復、福山駅-瀬戸田港3往復であった。瀬戸田線の中国バス担当1往復は平成大学まで運行された。
- 2006年12月22日 旧・中国バスの事業廃止により、同社担当便を新・中国バス（両備ホールディングスの100%子会社）に移管。
- 2022年6月 因の島運輸の事業譲渡により、同社担当便を因の島バス（アサヒタクシー (広島県)の子会社）に移管。
- 2025年4月 ダイヤ改正により、山陽道経由から赤坂バイパス経由へと変更となり、福山本郷BS～入船町からの乗降は出来なくなった。

## 運行会社
- 中国バス
  - 福山営業所が担当。
- 本四バス開発
  - 因島営業所が担当。
- 因の島バス
  - 本社営業所が担当。

## 停車停留所
福山駅前 - ＜向東BS（しまなみ海道） - 向島BS（しまなみ海道） - 因島大橋（大浜PA）（しまなみ海道） - 因島北IC入口 - （因島島内主要停留所） - 土生港前＞
- クローズドドアシステムを採用しているため＜停留所 - 停留所＞でくくった中は福山行きでは因島・向島側は乗車のみ、因島行きでは因島・向島側は下車のみ可能である。
- 本四バス開発担当便のみ全国相互利用サービス対応のICカード（10カード）が利用可能（PASPYは利用不可）。

## 運行経路
福山市内 - 国道2号 - 赤坂バイパス - 尾道福山自動車道 - 西瀬戸自動車道（しまなみ海道） - 因島北IC - 広島県道367号中庄重井線 - 尾道市道山田鬼岩線 - 広島県道366号西浦三庄田熊線 - 国道317号 - 広島県道366号西浦三庄田熊線 - 尾道市（因島地域）内

## 運行回数
- 昼行9往復

## 車内設備
- 4列シート